# Хэмптон, Джон
Джон Хэмптон (англ. John Stephen Hampton; 1810 — 1869) — губернатор Западной Австралии с 1862 по 1868 годы.

## Биография
Сведений о раннем периоде жизни Джона Хэмптона мало. Свидетельство о его смерти гласит, что родился он в 1810 году, однако другие данные свидетельствуют о 1806 или 1807 годах рождения. 
Обучался в Эдинбурге, получил диплом специалиста по медицине в сентябре 1828 года. Был назначен помощником судового врача на корабль «Britannia», но вскоре был переведен на судно «Sphinx». В 1832 году он был причислен к Плимутской верфи, где занимался профилактикой холеры. Затем служил на кораблях «Savage», «Firebrand» и «Portland». В декабре 1834 года Хэмптон был назначен хирургом, а в марте 1843 года стал хирургом-суперинтендантом. С 1841 по 1845 годы он работал в этой же должности на кораблях «Mexborough», «Constant» и «Sir George Seymour», перевозящих каторжан на Землю Ван-Димена (ныне остров Тасмания).
Хорошо зарекомендовав себя на этой работе, Джон Хэмптон был назначен в мае 1846 года генеральным контролером осужденных на Земле Ван Димена. В колонию на службу он прибыл 27 октября этого же года. Во время работы на этой должности Хэмптона обвиняли в местной прессе в жестокости и коррупции. В 1855 году Тасманийский законодательный совет учредил специальный комитет для расследования этих утверждений. Джон Хэмптон на допрос не появился, его признали виновным в неуважении к суду и выдали ордер на арест. В ходе длительных разбираний Хэмптон получил отпуск по причине болезни и покинул колонию. Трибунал в конечном итоге принял решение о том, что его арест был незаконным, но в заключительном докладе были представлены выводы, что Хэмптон был причастен в использовании труда заключённых в целях личной выгоды. О дальнейших пяти годах его жизни сведений немного — он ушел с государственной службы, проведя некоторое время в Торонто, Канада, по личным делам.
В 1861 году Джон Хэмптон был назначен губернатором Западной Австралии и прибыл туда в следующем году. Здесь он проявил себя как жёсткий руководитель, проявляя бо́льшую строгость к заключённым, чем его предшественники. Он ввёл порку в качестве наказания и восстановил одиночное заключение; часто ссорился с генеральным контролером осужденных, который в 1866 году был уволен. На эту должность он назначил своего сына Джорджа. Но в целом период его губернаторства получил одобрение колонистов.
По истечении срока работы в качестве губернатора в ноябре 1868 года Джон Хэмптон на корабле «Emily Smith» вернулся в Англию. В этом же году умерла его жена, а сам Хэмптон умер 1 декабря 1869 года в городе Гастингс, графство Восточный Суссекс.